# Efstáthios Panagoúlis
Efstáthios Panagoúlis (grec moderne : Ευστάθιος Παναγούλης), ou Státhis Panagoúlis (Στάθης Παναγούλης), est un homme politique grec.

## Biographie
Aux élections législatives grecques de janvier 2015, il est élu député au Parlement grec sur la liste de la SYRIZA dans la deuxième circonscription d'Athènes.